# Ramona and Beezus
Ramona and Beezus er en familie-komedie fra 2010 med Joey King i hovedrollen, som Ramona.

## Eksterne links
- Officiel hjemmeside
- Ramona and Beezus på Internet Movie Database (engelsk)
- Ramona and Beezus på Filmdatabasen
- Ramona and Beezus i Svensk Filmdatabas (svensk)
- Ramona and Beezus på AlloCiné (fransk)
- Ramona and Beezus på MovieMeter (nederlandsk)
- Ramona and Beezus på AllMovie (engelsk)
- Ramona and Beezus hos American Film Institute (engelsk)
- Ramona and Beezus på Turner Classic Movies (engelsk)
- Ramona and Beezus på The Movie Database (engelsk)
- Ramona and Beezus på Rotten Tomatoes (engelsk)
- Ramona and Beezus på Box Office Mojo (engelsk)

1. ↑  Navnet er anført på engelsk og stammer fra Wikidata hvor navnet endnu ikke findes på dansk.